# Nachman de Breslau
Nachman de Breslev, também conhecido como Rabi Nachman de Breslev (Medzhybizh, 4 de abril de 1772 — Uman, 16 de outubro de 1810) foi um rabino e teólogo judaico da Ucrânia. Foi o fundador do movimento hassídico de Breslev.

## Biografia
Reb Nachman, um bisneto do Baal Shem Tov, reviveu o movimento hassídico combinando os segredos esotéricos do judaísmo (a Cabala) com estudos aprofundados da Torá. Ele atraiu milhares de seguidores durante sua vida, e sua influência continua até hoje através de vários movimentos hassídicos, como o hassidismo de Breslev. A filosofia religiosa de Reb Nachman girava em torno da proximidade com Deus e de falar com Deus em uma conversa normal "como você faria com um melhor amigo". O conceito de hitbodedut é central em seu pensamento.

## Ensinamentos
Em sua curta vida, Reb Nachman alcançou grande aclamação como professor e líder espiritual, e é considerado uma figura seminal na história do hassidismo. No livro Sichot Haran, os discípulos próximos do Reb Nachman registraram que ele os advertiu várias vezes de que no futuro haveria uma enorme descrença e heresia:
Siman 126) Noite de Motsae Shabat de Shabat Teshuvah, ano de 5570/1809, falaram de Mashiach. Porque era um fato conhecido que as pessoas falavam que naquele ano ele viria. Mas o Rebe não pensava assim. Então o Rebe disse: Antes que o Mashiach venha, não será só uma pessoa que reclamará sobre a fé, pois vários tsadikim naquela época reclamarão com voz alta sobre a fé como eu faço hoje em dia, eles reclamarão até rasgarem suas gargantas mas será inútil. E é isto que está escrito (Yeshayah 4:3): “Toda pessoa que sobrar em Sião, e o que restar em Jerusalém, ‘santo’ será dito para ele”. E nossos Sábios z”l disseram (Bava Batra 75b) que os anjos dirão diante dos tsadikim “Kadosh”, e isso significa exatamente o que diz. Que os tsadikim que restarem naquela época e se revigorarem e permanecerem com a santa fé deles, eles serão merecedores de serem chamados até mais do que isso. Pois são os que restarão com fé e que não se permitirão a cair e a seguir, chas veshalom, os erros do mundo.

## Trabalhos publicados
As lições e histórias de Torá de Reb Nachman foram publicadas e disseminadas principalmente após sua morte por seu discípulo, Reb Noson:
- Likutey Moharan ("Collected Teachings of Our Teacher, Rabbi Nachman") (vol. I., Ostrog, 1808; vol. Ii., Moghilev, 1811; vol. Iii., Ostrog, 1815) - interpretações hassídicas do Tanakh, Talmud and Midrashim, Zohar, etc. Este trabalho foi completamente traduzido para o inglês e anotado em quinze volumes pelos Rabinos Chaim Kramer e Moshe Mykoff do Breslov Research Institute.[4]
- Sefer HaMidot[5] (The Aleph-Bet Book) (Moghilev, 1821) - uma coleção de conselhos práticos colhidos de fontes da Torá, apresentados como epigramas ou máximas e organizados em ordem alfabética por tópico.
- Tikkun HaKlali ("Remédio Geral") - ordem de dez Salmos de Reb Nachman a serem recitados para vários problemas, além de comentários de Reb Noson. Publicado como um livro separado em 1821.[6]
- Sippurei Ma'asiyot (Contos do Rabino Nachman ou Histórias do Rabino Nachman) (np, 1816) - 13 contos de histórias em hebraico e iídiche que estão cheios de profundos segredos místicos. O mais longo desses contos é The Seven Beggars,[7] que contém muitos temas cabalísticos e alusões ocultas. Várias histórias fragmentárias também estão incluídas na tradução do Rabino Aryeh Kaplan dos contos completos, Histórias do Rabino Nachman.

Outro documento misterioso que Reb Nachman ditou a Reb Noson é o Megillat Setarim ("Pergaminho Oculto"), que foi escrito em uma combinação enigmática de iniciais hebraicas e frases curtas. O Prof. Zvi Mark pesquisou e tentou decifrar este documento, com base em revelações de membros proeminentes da comunidade de Breslov. Suas descobertas foram publicadas em hebraico e em tradução para o inglês, junto com fac-símiles de cópias manuscritas discrepantes.

## Obras autodestruídas
Reb Nachman também escreveu Sefer HaGanuz ("O Livro Oculto") e o Sefer HaNisraf ("O Livro Queimado"), nenhum dos quais ainda existe. Reb Nachman disse a seus discípulos que esses volumes continham profundas percepções místicas que poucos seriam capazes de compreender. Enquanto ele ditava o Sefer HaNisraf para Reb Noson, este último disse que não o entendia de forma alguma; mais tarde, ele disse: "O que eu lembro é que falava sobre a grandeza da mitsvá de hospitalidade e de preparar a cama para um hóspede". Reb Nachman nunca mostrou o Sefer HaGanuz a ninguém. Em 1808, Reb Nachman queimou todas as cópias do Sefer HaGanuz e do Sefer Ha-nisraf.
Reb Nachman ordenou que os dois manuscritos do livro Sefer HaNisraf fossem destruídos em uma barganha por sua vida durante uma fase de sua tuberculose que precedeu sua morte em dois anos. Ele acreditava que a doença era uma "punição do mundo superior - por escrever um livro".

Dois anos depois, em seu leito de morte, ele ordenou que um baú cheio de seus escritos, provavelmente contendo o Sefer HaGanuz, fosse queimado.
"Na noite do último dia de sua vida, Rabi Nachman deu a seus discípulos a chave de um baú." Assim que eu morrer", disse ele," enquanto meu corpo ainda está deitado aqui no chão, vocês estão para pegar todos os escritos que encontrar no baú e queimá-los. E certifique-se de atender ao meu pedido."